# 楼继伟
楼继伟（1950年12月24日—），籍贯浙江义乌，生于北京，中华人民共和国政治人物。1973年3月加入中国共产党。1982年2月清华大学计算机系毕业，中国社会科学院研究生院经济学硕士，研究员。第十六届中纪委委员，第十七届中共中央候补委员，第十八届中央委员。
曾任国务院副秘书长，贵州省人民政府副省长，中国投资有限责任公司董事长、中央汇金投资有限责任公司董事长，中华人民共和国财政部部长、中央机构编制委员会委员等职。2016年1月，当选亚洲基础设施投资银行首届理事会主席。2016年11月至2019年4月，任全国社会保障基金理事会理事长。

## 生平

### 早年经历
1968年，刚过17周岁的楼继伟进入中国人民解放军服役，成为南海舰队4009部队的一名士兵。1973年退役后，被分配到北京首钢总控室、北京自动化研究所工作。1977年考入清华大学计算机系学习；1982年2月本科毕业后，在中国社会科学院研究生院继续深造，1984年12月从中国社会科学院数量经济系研究生毕业。

### 从政经历
1984年，获得经济学硕士学位后，进入政府经济政策的研究部门工作。历任国务院办公厅调研室财金组主任科员、副组长，中国社会科学院财经物资经济研究所成本价格室主任等职。在此期间，获得时任国家经济委员会副主任的朱镕基的赏识。
1988年，朱镕基出任上海市市长，楼继伟被任命为上海市经济体制改革办公室副主任；在朱镕基出任国务院副总理后，楼继伟被调入国家经济体制改革委员会，出任宏观调控体制司司长。期间，他参与设计了中国1994年税制改革，是当时外汇管理体制改革的牵头人。1995年9月，外放贵州省工作，任副省长。1998年3月，在朱镕基当选国务院总理后不久，楼继伟出任财政部副部长、党组副书记，继续主持财税改革的工作。楼继伟在财政部副部长的位置上，任职长达九年；历经项怀诚、金人庆两任财长。2007年初，中国政府决定要成立主权财富基金，57岁的楼继伟再次获得重用，先是在2007年2月被提升为正部级的国务院副秘书长，领导新公司筹组；2007年9月，正式出掌中国投资有限责任公司的董事长，掌管资金达2000亿美元；并被美国《时代》杂志列入“2008年度全球最具影响力的100人”名单。2008年7月起，还兼任中国投资有限责任公司的全资子公司中央汇金投资有限责任公司的董事长职务。
2013年3月，在第十二届全国人大第一次会议上，楼继伟被任命为中华人民共和国财政部部长。2016年11月，不再担任财政部部长，任全国社会保障基金理事会理事长。2018年1月，当选第十三届全国政协委员。在参加中国人民政治协商会议第十三届全国委员会第二次会议期间，楼继伟表示明确反对中国制造2025，他认为政府不应该选择支持哪些行业，应该信任市场。虽然政府希望整体工业水平能处于领先地位，但政府选择的这些行业是不可预测的，政府不应该认为它有能力预测不可预见的东西；同时楼继伟认为中国制造2025只说不做，浪费纳税人的钱。
2019年4月4日，不再担任全国社会保障基金理事会理事长职务，由原财政部副部长刘伟继任。
2023年3月，楼继伟卸任全国政协常委和外事委员会主任的职务退休。

## 学术研究
楼继伟长期致力于宏观经济合作和改革政策研究。最近的主要研究，是在税制改革和公共财政方面。发表论文多篇，曾获得“孙冶方经济科学奖”，得獎作品《中國需要繼續深化改革的六項制度》，正是談論經濟改革的論文。

## 所获荣誉
2011年，名列第一财经金融价值榜的年度金融风云人物。

### 引用
1. ↑  . 人民网.   [2012年8月6日]. （原始内容存档于2020年7月25日） （中文（中国大陆））.
2. ↑  . 搜狐财经.   [2012年8月6日]. （原始内容存档于2021年1月8日） （中文（中国大陆））.
3. ↑  . district.ce.cn.   [2019-04-05]. （原始内容存档于2021-08-11）.
4. ↑  . 澎湃新闻. 2016-11-07  [2016-11-07]. （原始内容存档于2021-01-08）.
5. ↑  . 澎湃新闻.   [2016-11-24]. （原始内容存档于2016-11-25）.
6. ↑  . 网易.   [2018-01-26]. （原始内容存档于2018-01-27）.
7. ↑  .   [2019-04-07]. （原始内容存档于2021-03-06）.
8. ↑  .   [2019年4月7日]. （原始内容存档于2020年12月24日）.
9. ↑  .   [2012-03-13]. （原始内容存档于2012-09-23） （中文（中国大陆））.